# Rauheit (Bildbearbeitung)
Die Rauheit bezeichnet in der Bildbearbeitung eine Eigenschaft von Texturen. Die Rauheit kann mit mehreren verschiedenen Methoden und Algorithmen festgestellt werden, deren Genauigkeit vom vorhandenen Bildmaterial abhängen kann.
Zu den Methoden zur Erkennung von Rauheit zählen:
- Varianz
- Grauwertematrix (co-occurrence)
- Fraktale Dimension